# Festuca jansenii
Festuca jansenii är en gräsart som beskrevs av Markgr.-dann. och Pieter van Royen. Festuca jansenii ingår i släktet svinglar, och familjen gräs. Inga underarter finns listade i Catalogue of Life.